# Ivan Obal
Ivan Obal, slovenski ekonomist in politik, * 27. junij 1941.
Med 1. marcem 1993 in 31. marcem 1997 ter med 1. oktobrom 2003 in 14. majem 2004 je bil državni sekretar Republike Slovenije na Ministrstvu za kmetijstvo, gozdarstvo in prehrano Republike Slovenije.